# Kumkapı
Kumkapı, som på tyrkisk betyder "Sandporten", er en bydel i Fatih-distriktet i Istanbul. Den er beliggende langs den nordlige kyst af Marmarahavet. Kumkapı har længe været centrum for Istanbuls armenske befolkning med en skole og adskillige kirker og er også hjemsted for det Armenske Patriarkat i Konstantinopel. Området er kendt for sine talrige fiskerestauranter, der tiltrækker mange lokale såvel som udenlandske gæster hele året.

## Historie
I den byzantinske periode var området kendt som Kontoskalion på græsk.

## Transport
Før i tiden havde Kumkapı sin egen station på S-banestrækningen mellem Sirkeci og Halkalı. Denne station er dog blevet permanent lukket i forbindelse med åbningen af Marmaray-tunnelen i 2013. Det er dog stadig let at nå Kumkapı fra vandet.